# Університет Дуйсбург-Ессен
Університет Дуйсбург-Ессен (нім. Universität Duisburg-Essen) — німецький університет, розташований у двох містах Рурського регіону, у Дуйсбурзі та Ессені. Заснований в 2003 році шляхом злиття двох університетів.

## Структура
Університет має такі факультети:
- Гуманітарних наук / Fakultät für Geisteswissenschaften
- Соціальних наук / Fakultät für Gesellschaftswissenschaften
  - Інститут політології / Institut für Politikwissenschaft
    - NRW School of Governance

  - Інститут розвитку й миру / Institut für Entwicklung und Frieden (INEF)
  - Інститут соціології / Institut für Soziologie
  - Інститут праці й кваліфікації / Institut Arbeit und Qualifikation (IAQ)
- Педагогічний / Fakultät für Bildungswissenschaften
- Економічний / Fakultät für Wirtschaftswissenschaften
- Mercator School of Management — школа менеджменту
- Хімічний / Fakultät für Chemie
- Фізичний / Fakultät für Physik
- Математичний / Fakultät für Mathematik
- Біологічний / Fakultät für Biologie
- Інженерний / Fakultät für Ingenieurwissenschaften
- Медичний та університетська клініка в Ессені / Medizinische Fakultät und Universitätsklinikum Essen